# Hydaticus cinctipennis
Hydaticus cinctipennis är en skalbaggsart som beskrevs av Aubé 1838. Hydaticus cinctipennis ingår i släktet Hydaticus och familjen dykare. Inga underarter finns listade i Catalogue of Life.